# Jesu, nun sei gepreiset
Jesu, nun sei gepreiset (in tedesco, "Gesù, ora sia celebrato") BWV 41 è una cantata di Johann Sebastian Bach.

## Storia
La cantata Jesu, nun sei gepreiset venne composta da Bach a Lipsia nel 1724 e fu eseguita per la prima volta il 1º gennaio 1725 in occasione della solennità della circoncisione di Gesù. Il libretto è di autore sconosciuto ad eccezione del primo e dell'ultimo movimento, che derivano dall'inno Jesu, nun sei gepreiset del 1593 di Johannes Herman.
Il tema per i movimenti 1 e 6 è il corale Jesu, nun sei gepreiset del compositore Melchior Vulpius, che lo pubblicò nel suo Ein schön geistlich Gesangbuch a Jena nel 1609. Un altro prestito si trova nel quinto movimento, dove il recitativo incorpora una parte del Die Litanei, attribuito a Martin Lutero.
Nel prendere servizio alla Thomaskirche Bach riuscì a convincere il Consiglio interno a spendere il denaro per l'assunzione di due copisti professionali al suo servizio anziché pagare le vedove dei precedenti compositori per conservare il diritto all'utilizzo delle loro opere. Vennero così assunti Johann Andreas Kuhnau e Christian Gottlob Meißner che, sebbene più inclini di Bach agli errori di distrazione, avevano una grafia così simile a quella del Maestro da riuscire ad ingannare gli specialisti futuri. Anche gli stessi alunni e familiari di Bach vennero spesso reclutati nell'attività di copiatura. Nel caso della cantata BWV 41, composta per il Capodanno, ci fu la richiesta improvvisa di un'esecuzione fuori città per cui si rese necessario all'ultimo momento la stesura di una serie aggiuntiva di parti. Ciò spiegherebbe come mai una delle parti del primo violino è scritta nella grafia di Anna Magdalena, mentre quella del violoncello piccolo in quella inimitabile di Bach.

## Struttura
La cantata è composta per soprano solista, contralto solista, basso solista, coro, tromba I, II e III, timpani, oboe I, II e III, violino I e II, viola, violoncello piccolo e basso continuo ed è suddivisa in sei movimenti:
1. Coro: Jesu, nun sei gepreiset, per tutti.
2. Aria: Lass uns, o höchster Gott, per soprano, oboi e continuo.
3. Recitativo: Ach! deine Hand, dein Segen muss allein, per contralto e continuo.
4. Aria: Woferne du den edlen Friedenper tenore, violoncello piccolo e continuo.
5. Recitativo e coro: Doch weil der Feind bei Tag und Nacht, per basso, coro e continuo.
6. Corale: Dein ist allein die Ehre, per tutti.